# 그레트나그린

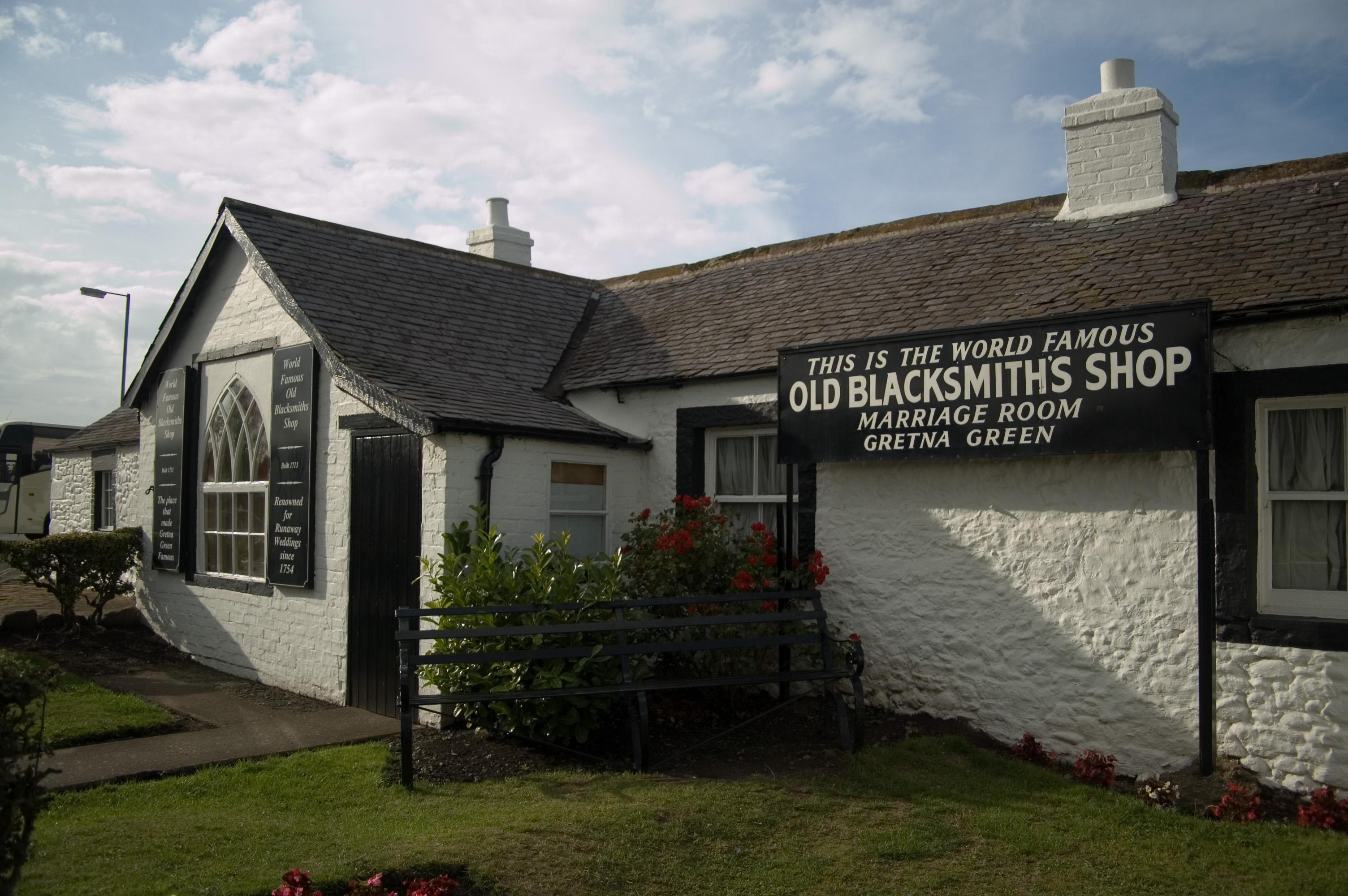
그레트나그린

그레트나그린(영어: Gretna Green)은 스코틀랜드 덤프리스 갤러웨이에 위치한 도시이다. 그레트나와 가까운 편이다. 도시의 주요 산업은 혼인(결혼) 관련 산업이다.